# Ciudadela del Norte
La comuna Ciudadela del Norte antiguamente denominada comuna 5 está conformada por 9 barrios, limita con las comunas de San José, Estación y Nuevo Horizonte. Fue la comuna más poblada de la ciudad hasta que en el año 2019 la comuna Ciudadela del norte fue dividida en dos creando una nueva comuna llamada Nuevo Horizonte.

## División
La comuna está conformada por 10 barrios:
| - Altos de Capri - Bosques del Norte - Palonegro - El Caribe - Fanny Gonzales - Peralonso - Puerta del Sol (Corinto) - San Cayetano - San Sebastián - Villa Julia |